# Vaunaveys-la-Rochette
Vaunaveys-la-Rochette è un comune francese di 603 abitanti situato nel dipartimento della Drôme della regione dell'Alvernia-Rodano-Alpi.

## Società

### Evoluzione demografica
Abitanti censiti